# Patrick Broeker
Patrick D. Broeker (geb. 1950) ist ein ehemaliges Mitglied der Scientology-Organisation, der von L. Ron Hubbard als dessen Nachfolger bestimmt worden war. Nach dem Tod Hubbards wurde Broeker von David Miscavige, dem aktuellen Führer der Scientology-Organisation, entmachtet und in dessen Auftrag die folgenden 24 Jahre von Privatdetektiven überwacht.

## Leben mit L. Ron Hubbard

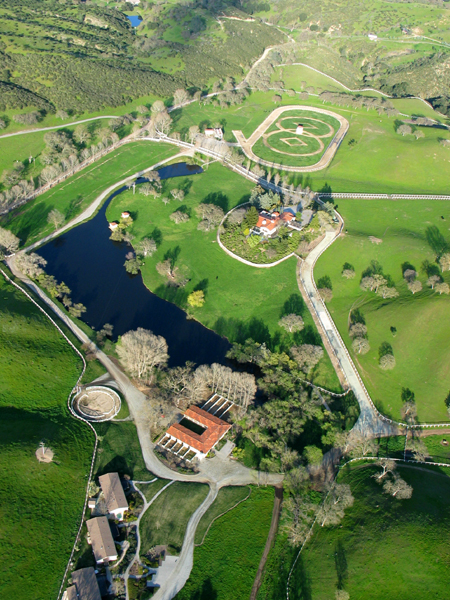
Whispering Wind Ranch, Creston, Kalifornien

Scientology-Gründer L. Ron Hubbard war Mitte der 1970er im Zuge der Ermittlungen zur Operation Snow White untergetaucht. An seiner Seite war neben anderen Mitgliedern der Commodore’s Messenger Organization (CMO) der langjährige Sea-Org-Mitarbeiter Patrick Broeker, dem Hubbard den Spitznamen 007 gegeben hatte. Nach ihrer Rückkehr Anfang 1978 war Broeker innerhalb von zwei Jahren mit drei Vorladungen von Geschworenengerichten und 48 Gerichtsverfahren konfrontiert, in denen er namentlich genannt wurde. Im Februar 1980 tauchte Hubbard ein weiteres Mal mit Broeker und dessen Ehefrau unter. Die nächsten sechs Jahre verbrachten die Broekers mit Hubbard auf der Whispering Wind Ranch in Creston, die Broeker zuvor unter dem Namen Mike Mitchell gekauft hatte.
Im Zuge verschiedener Umstrukturierungen Scientologys übernahm Patrick Broeker 1983 die Führung der sogenannten Special Project Operations, ihm untergeordnet war David Miscavige. Miscavige und Broeker entschieden darüber, welche Informationen an und von Hubbard weitergeleitet wurden und welche nicht. Gleichzeitig tauschten sie leitende Personen nach eigener Wahl aus. Schließlich gab es nur mehr den Hubbard-Vertrauten Patrick Broeker und David Miscavige, der nach außen hin agierte und die Befehle Broekers ausführte, während Annie Broeker für das Wohl Hubbards sorgte. „Der Putsch war gelungen. Nun hatten Broeker und Miscavige die uneingeschränkte Kontrolle über Scientology“, so Lawrence Wright.

## Der Tod von L. Ron Hubbard
L. Ron Hubbard starb am 24. Januar 1986 und hatte fünf Tage vor seinem Tod in der Flag Order 3879, The Sea Org and the Future, sich selbst als Admiral und Patrick und Annie Broeker in den neu geschaffenen Rang des First bzw. Second Loyal Officer erhoben. Broeker war somit von Hubbard zu seinem Nachfolger auserwählt worden.
Bei der Gedenkfeier für Hubbard, am 27. Januar 1986, hatte Broeker seinen ersten öffentlichen Auftritt seit sechs Jahren und verkündete u. a., dass Hubbard in den letzten Jahren die OT-Stufen VIII bis XV entwickelt habe. „Der kleine Vorgeschmack auf das OT-Material hatte Broekers Position als neuen Führer gefestigt: Nur er wusste, was kommen würde.“

## Entmachtung durch David Miscavige

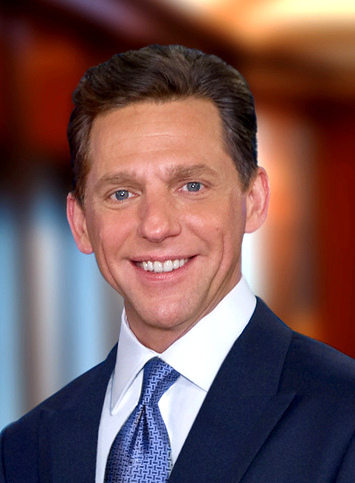
David Miscavige

David Miscavige wollte trotz voriger Kooperation mit Broeker Hubbards Verfügung nicht nachkommen und versuchte gemeinsam mit Mark Rathbun und Owen Starkey die OT-Unterlagen Broekers in ihren Besitz zu bringen.
Die Suche nach den Unterlagen war jedoch nicht erfolgreich und Rechtsanwälte rieten Broeker, sich auf die ehemalige Hubbard-Ranch in Creston zurückzuziehen, da auch ihn betreffende Untersuchungen der Bundessteuerbehörde liefen. 1987 gelang es David Miscavige die Scientology-Führung zu übernehmen, indem er sich zum Chairman of the Board des Religious Technology Center (RTC) machte. Da Miscavige weiterhin befürchtete, dass Broeker im Besitz von wichtigem Material Hubbards war, setzte er Privatdetektive ein, die herausfinden sollten, wo Broeker die Unterlagen versteckt hielt, was erfolglos blieb. Zuletzt drohte Miscavige Broeker über Anwälte, ließ zeitweise die Ranch umstellen und drohte u. a., die Aufklärung fehlender 1,8 Millionen US-Dollar an die Strafverfolgung zu übergeben. Schlussendlich ließ Miscavige alle Akten von Broeker beschlagnahmen, diese enthielten jedoch „nichts wirklich interessantes – geschweige denn irgendetwas, das Ähnlichkeit mit neuen OT-Stufen gehabt hätte“.
Daraufhin unternahm Miscavige mit einem Team von Privatdetektiven, ehemaligen Polizisten und mehreren Scientologen einen weiteren Versuch. Annie Broeker gab unter dem Druck zu, dass ihr Mann einen eigenen Lagerraum für Materialien gemietet hatte. Auch dort fanden sich die vermuteten Arbeiten zu den OT-Stufen jedoch nicht. Im Folgenden widerrief Miscavige offiziell die Flag Order, in der die Broekers zu Loyal Officers bestimmt worden waren, indem er erklärte, dass Patrick Broeker diese gefälscht hatte. Patrick Broeker resignierte daraufhin und floh, seine Frau Annie ließ sich von ihrem Mann scheiden und blieb bis zu ihrem Tod 2011 Scientologin.

## Überwachung durch Privatdetektive
1988 hatte David Miscavige über Mark Rathbun zwei Privatdetektive angeheuert, damit diese Patrick Broeker überwachten. Sie sollten dafür im Monat 32.000 Dollar bekommen. In den folgenden 24 Jahren überwachten sie Broeker, weiter ohne Erfolg. Insgesamt zahlte Scientology für seine Überwachung zwischen 10 und 12 Millionen Dollar.